# Arkadij Andriasjan
Arkadij Andriasjan, arménsky Արկադի Գեորգիի Անդրեասյան, (11. srpna 1948 Baku – 23. prosince 2020, Jerevan) byl arménský fotbalista, záložník, jenž reprezentoval někdejší Sovětský svaz. Po skončení aktivní kariéry působil jako trenér.

## Fotbalová kariéra
Začínal v nižších soutěžích za Širak Leninakan a FC Sevan Oktemberjan. V letech 1968–1978 hrál v nejvyšší soutěži Sovětského svazu za Ararat Jerevan, nastoupil v 242 ligových utkáních a dal 61 gólů. S týmem získal v roce 1973 ligový titul a letech 1973 a 1975 Sovětský fotbalový pohár. V Poháru mistrů evropských zemí nastoupil v 6 utkáních a dal 2 góly, v Poháru vítězů pohárů nastoupil ve 3 utkáních a v Poháru UEFA nastoupil ve 4 utkáních a dal 1 gól. Za reprezentaci Sovětského svazu nastoupil v letech 1971–1975 v 21 utkáních a dal 4 góly. S reprezentací Sovětského svazu získal bronzovou medaili za 3. místo na LOH 1972 v Mnichově, na turnaji nastoupil ve 4 utkáních. 

## Ligová bilance
| Ročník                               | Zápasy | Góly | Klub           |
| ------------------------------------ | ------ | ---- | -------------- |
| Sovětská fotbalová Vysšaja liga 1969 | 34     | 3    | Ararat Jerevan |
| Sovětská fotbalová Vysšaja liga 1970 | 28     | 4    | Ararat Jerevan |
| Sovětská fotbalová Vysšaja liga 1971 | 30     | 3    | Ararat Jerevan |
| Sovětská fotbalová Vysšaja liga 1972 | 27     | 9    | Ararat Jerevan |
| Sovětská fotbalová Vysšaja liga 1973 | 24     | 13   | Ararat Jerevan |
| Sovětská fotbalová Vysšaja liga 1974 | 27     | 6    | Ararat Jerevan |
| Sovětská fotbalová Vysšaja liga 1975 | 27     | 10   | Ararat Jerevan |
| Sovětská fotbalová Vysšaja liga 1976 | 20     | 8    | Ararat Jerevan |
| Sovětská fotbalová Vysšaja liga 1977 | 2      | 1    | Ararat Jerevan |
| Sovětská fotbalová Vysšaja liga 1978 | 23     | 4    | Ararat Jerevan |
| CELKEM 1. liga                       | 242    | 61   |                |

## Trenérská kariéra
Trénoval FC Kotajk Abovjan, Ararat Jerevan, FC MIKA Jerevan a libanonský klub Homenetmen Bejrút FC.